# Stadion Gelora Bung Tomo
Stadion Gelora Bung Tomo – wielofunkcyjny stadion w Surabai, w Indonezji. Został otwarty w 2010 roku. Obiekt posiada dwupoziomowe, wysokie trybuny otaczające boisko oraz bieżnię lekkoatletyczną, których pojemność wynosi 50 000 widzów. Trybuny wzdłuż boiska są zadaszone. Na większej części widowni brak jest krzesełek, które znajdują się jedynie w centralnej części zachodniej trybuny. Na arenie swoje mecze rozgrywa drużyna Persebaya Surabaja, która przed otwarciem nowego obiektu grała na stadionie Gelora 10 November.